# Académie des sciences commerciales
 (octobre 2023).
Si vous disposez d'ouvrages ou d'articles de référence ou si vous connaissez des sites web de qualité traitant du thème abordé ici, merci de compléter l'article en donnant les références utiles à sa vérifiabilité et en les liant à la section « Notes et références ».
L'Académie des sciences commerciales est une association d'intérêt général connue de par son Dictionnaire commercial et des prix distinguant des initiatives et réalisations en marketing et sciences commerciales. Elle présente depuis 2023 une encyclopédie collaborative du commerce disponible en ligne sous le titre Sciences commerciales[source insuffisante].

## Organisation
L'association est fondée en 1958 par Pierre Hazebroucq, ingénieur, professeur et expert en marketing et management né en 1909 à Lille et mort le 11 aout 2003, qui avait reçu de l'association le titre de « Secrétaire perpétuel »[source insuffisante].
Elle est présidée depuis 2017 par Jean-Paul Aimetti, professeur émérite au CNAM, Président de l'
ISC, ancien directeur général du Centre français de recherche opérationnelle (CFRO), spécialisé dans le dataming puis de BVA, puis du groupe SOFRES.
Elle comporte en 2022 une cinquantaine de membres cooptés puis élus par les membres actifs[source insuffisante].
Son siège est situé Boulevard Haussmann à Paris.

## Dictionnaire commercial
En 1973 parait la première édition du Dictionnaire commercial édité par le Conseil international de la langue française, destiné aux spécialistes des techniques de marketing. Il contenait alors environ un millier de mots ou locutions relatifs à la commercialisation des biens et des services.
Il a depuis été régulièrement complété et mis à jour via des fascicules ou de nouvelles éditions pour s'ouvrir au management et aux thèmes liés au contexte entrepreneurial et aux techniques économiques relatives à la prévision, aux statistiques, à la psychologie du client, à la finance, aux ressources humaines, à l'informatique, au droit, etc. Il compte en mai 2022 près de 7 663 mots et expressions en français, anglais, allemand, italien, espagnol. Il s'est aussi ouvert à un public plus large : administrations, acteurs économiques, commerciaux industriels, étudiants et enseignants d'universités, établissements d'enseignement général et technologique… 
Une version en ligne est disponible depuis 2003, les équivalences d'expressifs en anglais, allemand, espagnol et italien[source insuffisante]. La consultation est gratuite.

## Publications
L'association publie une lettre d'information (La lettre de l'Académie), des articles d'actualité en ligne et des avis.

## Attributions de distinctions
L'association distribue des récompenses tels que médailles, prix annuels, prix de thèse, grands prix, prix télévisuels…. Ils distinguent  certains ouvrages jugés particulièrement intéressants dans le domaine du marketing et des « sciences » du commerce[source insuffisante].